# Adiantum seemannii
Adiantum seemannii är en kantbräkenväxtart som beskrevs av William Jackson Hooker. Adiantum seemannii ingår i släktet Adiantum och familjen Pteridaceae. Inga underarter finns listade.